# Umanamente uomo: il sogno
Páté Battistiho album Umanamente uomo: il sogno uvedlo Battistiho ve známost v zahraničí. Album je vydáno ve Španělsku, Francii, Japonsku a Koreji, avšak s nevelkým úspěchem. V roce 1972 se v Itálii stalo po dobu devíti týdnů nejprodávanějším albem a 2. nejprodávanějším v celém roce 1972. Je to první album vydané ve vydavatelství Numero Uno, společném projektu dvojice Battisti-Mogol.

V jednotlivých písních je možno slyšet hlasy Maria Lavezzi, Oscara Prudenteho, Tonyho Ciccia a hlavně Babelle, Barbary a Sary.

I giardini di marzo je dodnes vrcholným Battistiho dílem, velice procítěný Mogolův text. Umanamente uomo: il sogno je dalším experimentem skladatele. Nemá text, ve dvou částech je melodie pouze „pískána“. Il fuoco také nemá text, je doplněno vzkřeky kapelníků. Il leone e la gallina je zpívaná bajka nemající obdoby. Texty všech písíní jsou vesměs lyrické, skladby působí melancholicky.

## Seznam skladeb
V závorce je uveden počet hvězdiček dle CROSBOSP.

1. I giardini di marzo - 5:33 (7)
2. Innocenti evasioni - 3:48 (3)
3. E penso a te - 4:18 (5)
4. Umanamente uomo: il sogno - 3:24 (7)
5. Comunque bella - 3:53 (5)
6. Il leone e la gallina - 3:32 (5)
7. Sognando e risognando - 5:17 (7)
8. Il fuoco - 4:10 (4)

## Skupina
- 12- a 6strunné kytary: Massimo Luca
- elektrická kytara: Eugenio Guarraia, Massimo Luca, Lucio Battisti
- basa: Angelo Salvador
- bicí a baterie: Tony Ciccio
- klavír: Lucio Battisti, Dario Baldan
- ua ua: Lucio Battisti
- varhany a klávesy: Dario Baldan